# Tjele

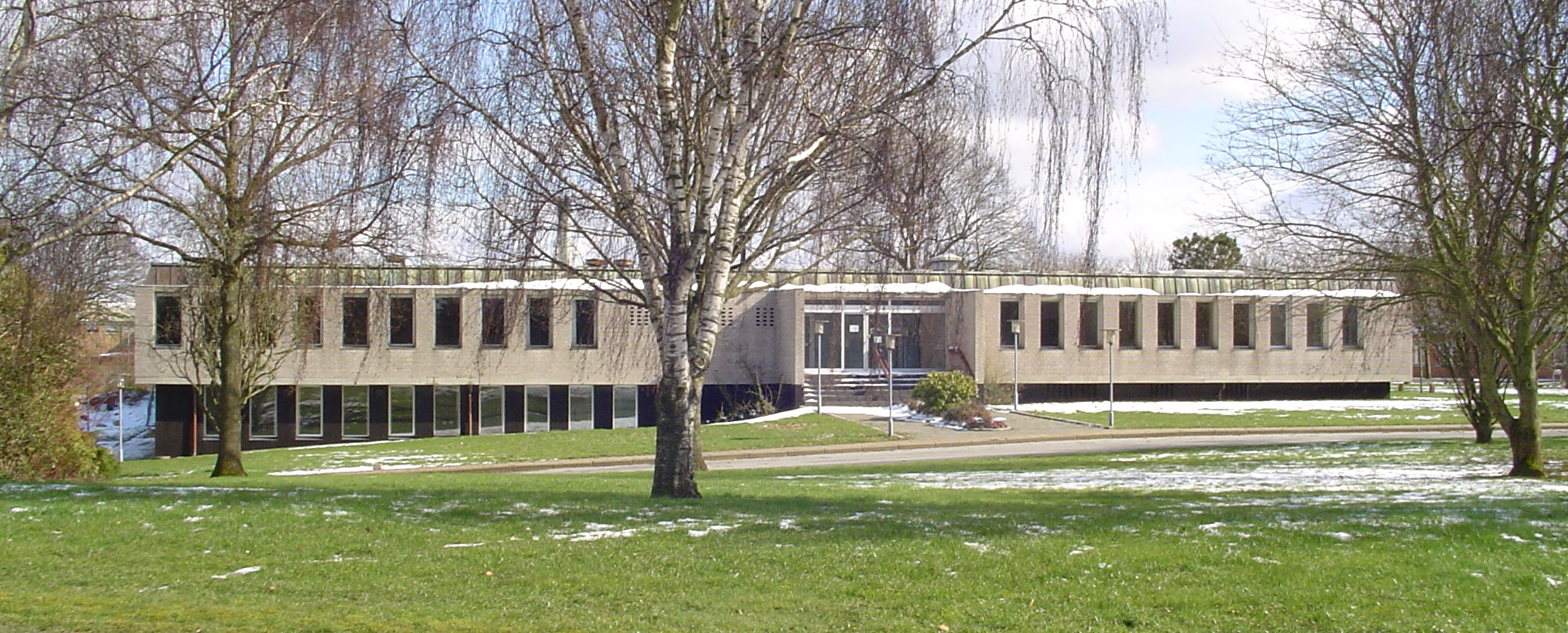
Voormalig raadhuis van Tjele

Tjele was tot 2007 een gemeente in Denemarken. De oppervlakte bedroeg 273,4 km². De gemeente telde 8641 inwoners waarvan 4439 mannen en 4202 vrouwen (cijfers 2005). Tjele werd in 2007 toegevoegd aan de vergrote gemeente Viborg. Hoofdplaats van de gemeente was Ørum.